# Вольвоксовые
Во́львоксовые (лат. Volvocaceae) — семейство зелёных водорослей. Представители обладают одноклеточным или ценобиальным строением. Клетки с двумя жгутиками.

## Классификация
Семейство насчитывает около 60 видов в 15 родах:
- Conradimonas Kuff., 1954
- Eudorina Ehrenb., 1832 — Эвдорина
- Hamakko T.Nakada, 2009
- Hemiflagellochloris S.Watanabe,  S.Tsujimura, T.Misono, S.Nakamura et H.Inoue, 2006
- Lundiella Y.S.R.K.Sarma et R.Shyam, 1974
- Mastigosphaera Schew., 1892
- Pandorina Bory, 1824 — Пандорина
- Platydorina Kof., 1899 — Платидорина
- Platymonas G.S.West, 1916
- Pleodorina W.R.Shaw, 1894 — Плеодорина
- Stephanoon Schew., 1892 — Стефаноон
- Tabris T.Nakada, 2009
- Volvox L., 1758 — Вольвокс
- Volvulina Playfair, 1915 — Вольвулина
- Yamagishiella Nozaki, 1992